# Церковь Спасителя (Баку)
Церковь Спасителя (азерб. Xilaskar kilsəsi; нем. Erlöserkirche), известная также как Лютеранская кирха (азерб. Lüteran kilsəsi; нем. Evangelisch-Lutherische Kirche in Baku) — евангелическо-лютеранская церковь в столице Азербайджана, в городе Баку. Расположена на улице «28 Мая».

## История

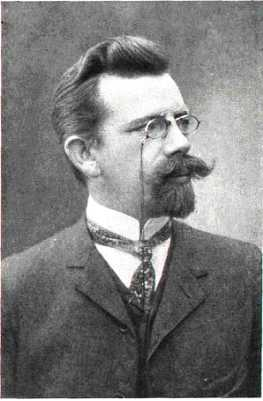
Архитектор Адольф Эйхлер

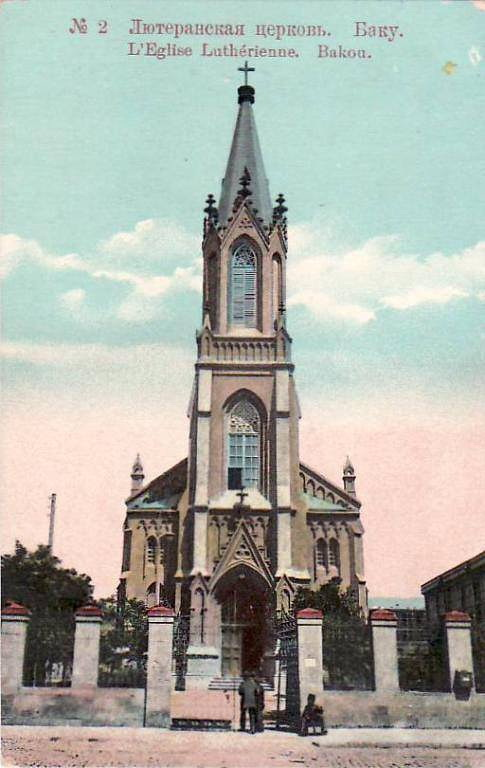
Кирха в нач. XX ст.

Земельный участок для строительства церковного здания общей площадью в 1400 квадратных сажен (6373 квадратных метров) был передан Бакинской городской думой общине 30 января 1885 года. Проект церкви был создан архитектором Адольфом Эйхлером в стиле неоготики. Существует мнение, что Эйхлера вдохновила церковь святой Елизаветы в Марбурге. Церемония закладки состоялась 21 марта 1896 года в присутствии вице-губернатора П. А. Лилеева и городского головы К. А. Ирецкого. На церемонии присутствовали Эммануэль Нобель, его мачеха и вторая жена Людвига Нобеля. 24 июня 1898 года на шпиль здания был водружён тринадцатипудовый (213 килограммов) позолоченный крест. В начале 1899 года были установлены церковные колокола и орган. Церемония освящения, состоявшаяся 14 марта 1899 года, собрала более тысячи человек. 23 апреля 1900 года состоялся первый концерт органной музыки, на котором были исполнены произведения Иоганна Себастьяна Баха.
Через некоторое время после убийства бывшего первого секретаря ЦК Компартии Азербайджанской ССР Сергея Кирова в 1934 году советский скульптор Пинхос Сабсай получил заказ на возведение памятника Кирову в Баку. Для работы ему потребовалось помещение с очень высокими потолками, в котором могла бы разместиться скульптура вместе с постаментом. Сабсай попросил предоставить ему в качестве мастерской кирху. Несмотря на то, что в тот момент существовал приказ о сносе кирхи, Сабсаю дали добро.
Лютеранская община в Баку существовала до 1936 года, когда она была ликвидирована советской властью. 1 ноября 1937 года пастор Пауль Хамберг и семь членов общины были расстреляны.
В настоящее время в здании кирхи устроен концертный зал министерства культуры Азербайджана. 1 декабря 1996 года здесь состоялся вечер памяти семьи Нобелей.